# Эггеншвилер, Петер
Пе́тер Э́ггеншви́лер (нем. Peter Eggenschwiler) — швейцарский кёрлингист.
В составе команды Швейцарии участник чемпионата мира 1995. Чемпиона Швейцарии среди мужчин (1995).

## Достижения
- Чемпионат Швейцарии по кёрлингу среди мужчин: золото (1995).

## Команды
| Сезон   | Четвёртый       | Третий          | Второй      | Первый            | Запасной    | Турниры                      |
| ------- | --------------- | --------------- | ----------- | ----------------- | ----------- | ---------------------------- |
| 1994—95 | Андреас Шваллер | Кристоф Шваллер | Рето Циглер | Петер Эггеншвилер | Рольф Изели | ЧШМ 1995 · ЧМ 1995 (6 место) |

(скипы выделены полужирным шрифтом)